# 索利塔里冰原島峰
67°28′S 58°46′E / 67.467°S 58.767°E
索利塔里冰原島峰（英語：Solitary Nunatak）是南極洲的冰原島峰，位於肯普地，處於斯瓦特峰東南面26公里，由澳大利亞探險隊繪入地圖，現時由南極條約體系管理。